# Naftali Bennett
Naftali Bennett (hebr. נַפְתָּלִי בֶּנֶט; ur. 25 marca 1972 w Hajfie) – izraelski polityk i przedsiębiorca, od 2013 poseł do Knesetu i minister w kilku resortach. Do 2018 przewodniczący ugrupowania Żydowski Dom, od 2019 Nowej Prawicy. W latach 2021–2022 premier Izraela.

## Życiorys

### Dzieciństwo i młodość
Urodził się 25 marca 1972 w Hajfie. Jest najmłodszym z trzech synów Jima i Myrny. Oboje z jego rodziców mieli pochodzenie aszkenazyjskie. Przodkowie Jima pochodzili z Polski, Niemiec i Holandii. Również przodkowie jego matki mieli polskie pochodzenie, część została zamordowana podczas Holokaustu. W 1967 r. przeprowadzili się ze Stanów Zjednoczonych do Izraela. Po paru przeprowadzkach, ostatecznie zamieszkał z rodzicami w Hajfie w wieku dziesięciu lat. W młodości brał aktywny udział w działalności młodzieżowej syjonistycznej organizacji Bene Akiwa.

### Służba wojskowa
W 1990 roku został powołany do służby w Siłach Obronnych Izraela. Służbę wypełniał w elitarnej jednostce Sajjeret Matkal. Służbę wojskową zakończył w stopniu majora. Brał udział w wielu operacjach wojskowych Izraela, także jako rezerwista po wypełnieniu służby wojskowej, m.in. w operacji Grona Gniewu.
W 1996 roku Bennett dowodził 67 żołnierzami jednostki Maglan podczas operacji w Libanie, podczas której miał miejsce atak artyleryjski prowadzony przez izraelski żołnierzy skierowany przeciwko żołnierzom Hezbollahu. Część z pocisków trafiła w teren ONZ-u, zabijając przez to 106 cywilów i raniąc jeszcze większą liczbę cywilów. Działania wojska izraelskiego zostały powszechnie skrytykowane przez opinię publiczną i międzynarodową doprowadzając do przedwczesnego końca operacji Grona Gniewu.

### Studia i biznes
Ukończył prawo na Uniwersytecie Hebrajskim w Jerozolimie.
W 2000 roku przeniósł się do Nowego Jorku oraz rozpoczął karierę programisty. W 1999 stał się współzałożycielem przedsiębiorstwa z zakresu oprogramowania o nazwie Cyota. Pełnił w niej funkcję dyrektora generalnego. W 2005 firma została sprzedana za 145 milionów dolarów, dzięki czemu Bennett został multimilionerem. Był także CEO firmy Soluto, zajmującej się przechowywaniem danych w chmurze.

## Kariera polityczna
Naftali Bennett swoją karierę polityczną zaczynał od działalności w Likudzie. W latach 2006–2008 Binjamin Netanjahu powierzył mu zadanie opracowania nowej reformy edukacji. W kwietniu 2011 roku wraz z Ajjelet Szaked współtworzył ruch Mój Izrael. W kwietniu 2012 założył ruch Izraelici, zajmującego się m.in. szerzeniem idei syjonistycznych wśród zwolenników centroprawicy.
W listopadzie 2012 roku został wybrany na stanowisko przewodniczącego partii Żydowski Dom. W wyborach parlamentarnych w 2013 po raz pierwszy dostał się do izraelskiego parlamentu i uzyskał 12 mandatów dla swojej partii. Zasiadał w Knesetach XIX i XX kadencji.
18 marca 2013 Żydowski Dom wszedł w koalicję wyborczą z Likudem, a sam Bennett w rządzie Binjamina Netanjahu objął resort ekonomii (dawniej handlu, gospodarki i pracy) oraz spraw religijnych, a od 29 kwietnia 2013 został również ministrem ds. Jerozolimy i diaspory.
W 2015 w rządzie Binjamina Netanjahu ponownie objął ministerstwo ds. Jerozolimy i diaspory oraz został ministrem edukacji. Jako minister edukacji w 2015 roku zabronił dyrektorom szkół zapraszania do placówek członków organizacji Breaking The Silence, oraz innych organizacji potępiających wojskowe działania prowadzone przez Izrael na Zachodnim Brzegu.
31 grudnia 2018 dokonał rozłamu w macierzystym ugrupowaniu i wraz z Ajjelet Szaked i Szuli Mu’alem utworzył ugrupowanie Nowa Prawica. W wyborach parlamentarnych w kwietniu 2019 roku ugrupowanie zajęło 12. miejsce, zdobywając 138 437 głosów (3,22%). Partii zabrakło kilkuset głosów, aby przekroczyć próg wyborczy 3,25% i dostać się do Knesetu XXI kadencji. Bennett utracił miejsce w parlamencie.
2 czerwca 2019 został zdymisjonowany przez Binjamina Netanjahu ze stanowiska ministra ds. diaspory oraz ministra edukacji. Według doniesień „The Times of Israel” miało to zapobiec budowaniu poparcia dla Nowej Prawicy, co mogłoby osłabić wynik wyborczy Likudu we wrześniowych wyborach. W okresie od 8 listopada 2019 do 17 maja 2020 był ministrem obrony w rządzie Binjamina Netanjahu.
9 maja 2021 roku poinformowano, że Naftali Bennett i Ja’ir Lapid prowadzą konsultacje w sprawie utworzenia nowego rządu koalicyjnego, który miałby obalić rząd premiera Benjamina Netanjahu. 30 maja Bennett poinformował, że będzie piastował funkcję premiera w rządzie rotacyjnym do sierpnia 2023. Po tym czasie funkcję premiera miał objąć Lapid. 13 czerwca 2021 roku Bennett został powołany na stanowisko premiera Izraela.
30 czerwca, w związku z utraceniem większości rządzącej przez koalicję Bennetta i Lapida, Kneset przegłosował samorozwiązanie stosunkiem głosów 92 do 0. Ustalono także, że od 1 lipca premierem do końca kadencji zostanie Lapid. Dzień wcześniej Bennett zapowiedział chwilowe odejście z polityki i przekazanie przywództwa w Jaminie Ajjelet Szaked.

## Poglądy polityczne
Bennett uznawany jest często za „ultra-nacjonalistę”. Sam siebie określa jako „bardziej prawicowego” niż Binjamin Netanjahu. Zdecydowanie sprzeciwia się powstaniu państwa palestyńskiego. W 2021 r. potwierdził, że Izrael będzie kontynuować nielegalną w świetle prawa międzynarodowego rozbudowę osiedli żydowskich na Zachodnim Brzegu.
W kwestiach gospodarczych Bennett uznaje, że motorem wzrostu gospodarczego państwa są prywatne przedsiębiorstwa. Opowiada się za wsparciem socjalnym niektórych grup społecznych, np. emerytów czy niepełnosprawnych. Jako minister gospodarki działał na rzecz rozwoju stosunków handlowych z nowymi partnerami, m.in. w Afryce i Azji, by zdywersyfikować handel zagraniczny Izraela.

## Życie prywatne
Jest żonaty z Gilat, ma czworo dzieci. Razem wraz z rodziną mieszka w Ra’ananna, 20 kilometrów na północ od Tel Awiwu. Jest zwolennikiem nowoczesnej ortodoksji.